# Iglesia de Hakeem
La Iglesia de Hakeem (en inglés: Church of Hakeem) es una nueva religión de inspiración cristiana de California que ha sido fundada por el predicador Hakeem Abdul Rasheed. Su doctrina afirma que el dinero ingresado proviene de Dios como resultado de un despertar espiritual religioso. Su práctica consiste en entregar en el plazo de 70 a 90 días, las donaciones aumentadas hasta un 400% por ciento. En las congregaciones, el reverendo Hakeem exhortaba a los fieles, para que dejaran de tener dudas y pensamientos negativos. Los líderes de la iglesia cometieron el crimen de desviar los fondos, llegando a ser juzgados por la justicia estadounidense. Los miembros y contribuyentes recuperaron los fondos. Al fundador se le imputaron los cargos de fraude por correo para solicitar más fondos. Además se le condenó a cinco días en la prisión, por no cumplir la orden de revelar los datos que se le habían solicitado. Esta decisión fue paralizada amparándose en el derecho a la privacidad y la libertad de asociación.